# 지프 체로키
지프 체로키(Jeep Cherokee)는 미국 크라이슬러 산하 지프 브랜드의 스테이션 왜건형 스포츠 유틸리티 자동차이다. 원래 등급은 대형이었으나, 전륜구동 기반 모노코크 플랫폼으로 바꾼 후에는 중형으로 자리잡았다.

## 1세대(SJ)

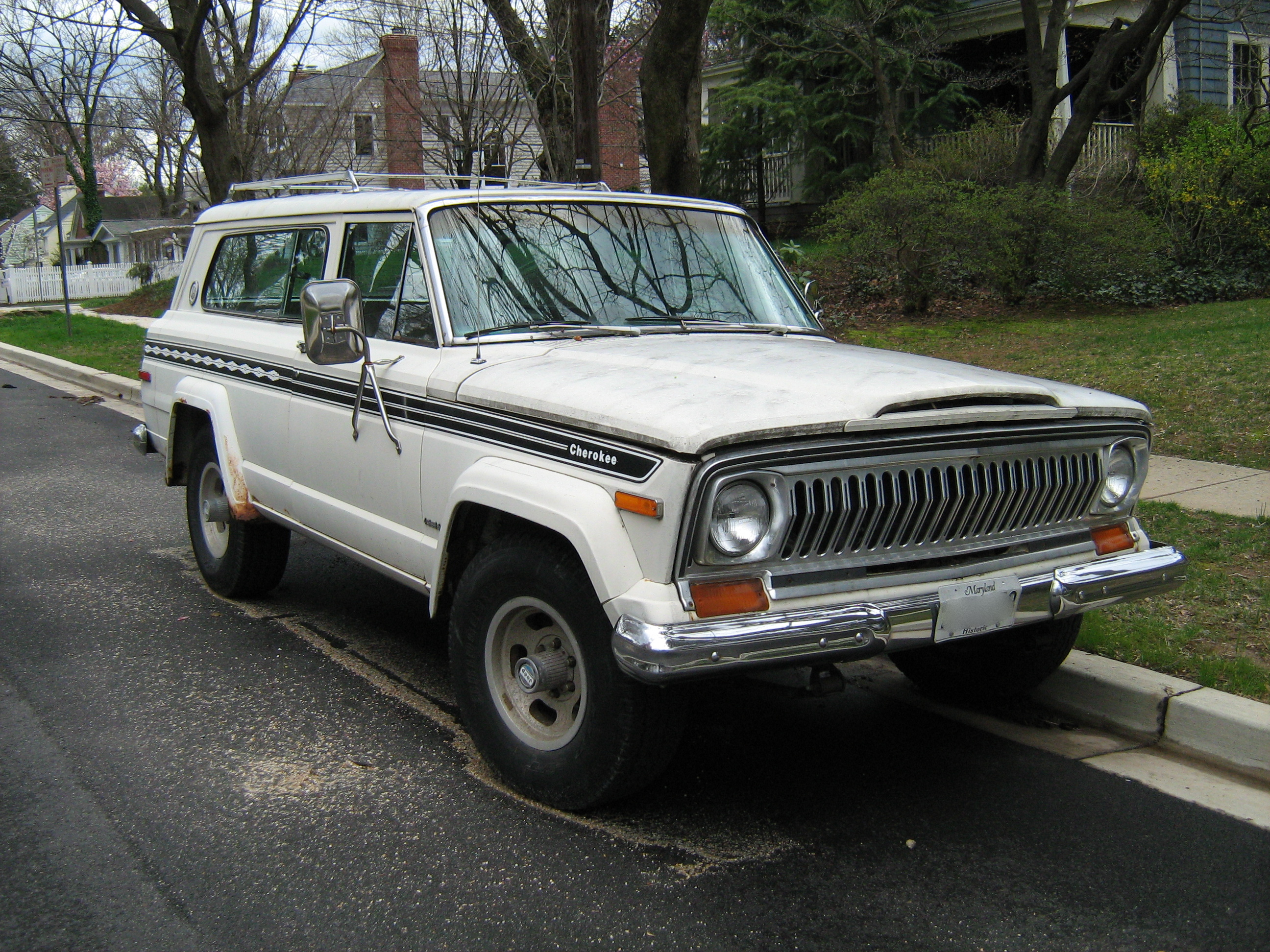
지프 체로키 정측면

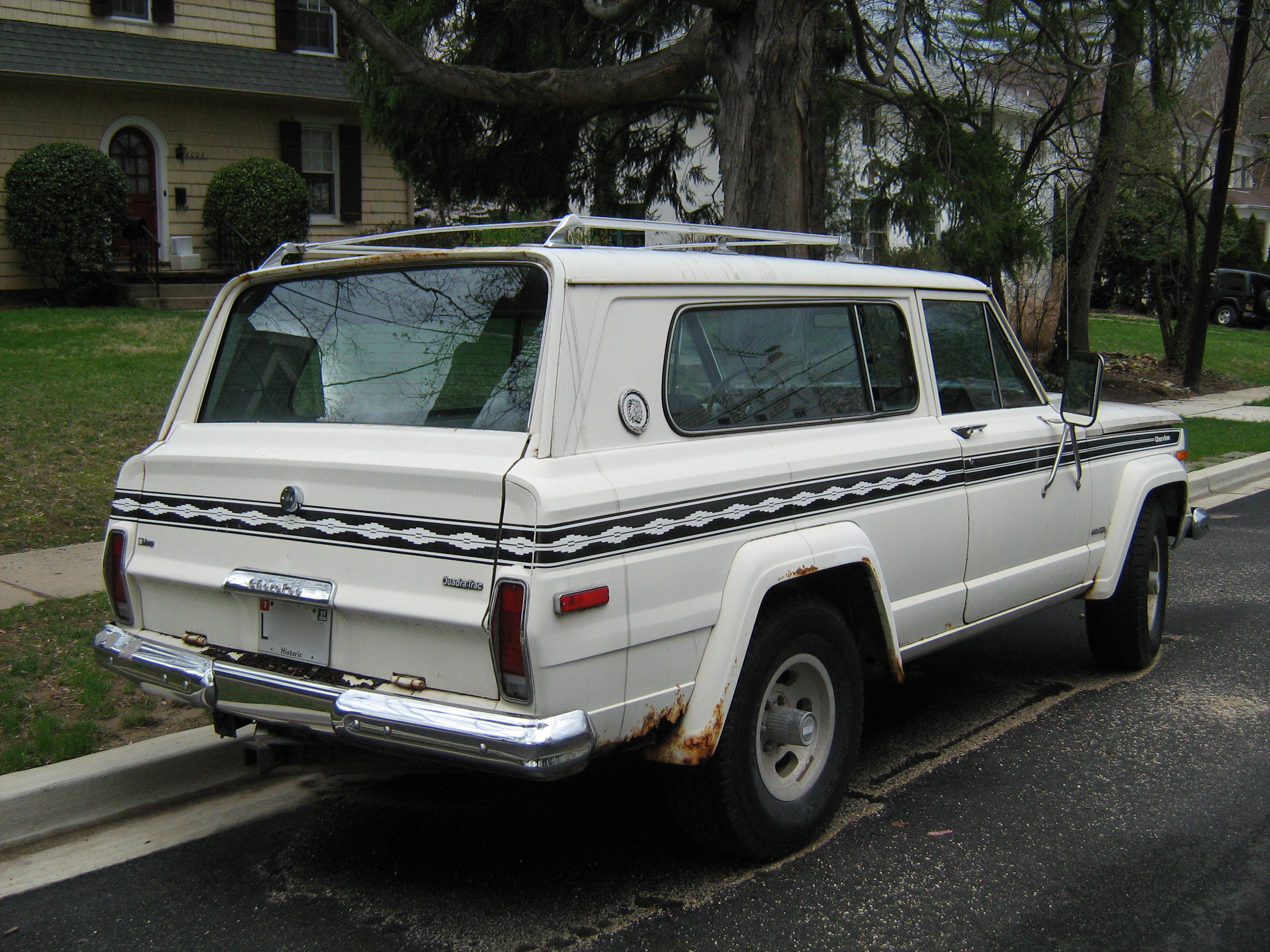
지프 체로키 후측면

1974년에 출시된 1세대는 자사의 차량인 왜고니어와 유사한 스타일링을 가졌으나, 조금 더 고급스럽게 다듬어 출시되었다. 출시 초기에는 2도어 스테이션 왜건으로만 판매되었고, 4도어 스테이션 왜건이 3년 뒤인 1977년에 추가되었다. 직렬 6기통 4.2L(112마력) 가솔린 엔진, V8 5.9L(175마력) 가솔린 엔진, V8 6.6L(195마력) 가솔린 엔진을 탑재하고, 여기에 4단 수동변속기 혹은 3단 자동변속기를 맞물렸다. 1975년에는 오프로드 능력을 추가하기 위해 더 큰 흙받이와 넓은 차축을 장착한 치프 패키지가 추가되었다. 미국 오하이오주 톨레도에 위치한 지프 공장에서 생산되었으며, 1983년까지 판매되었다.

## 2세대(XJ)

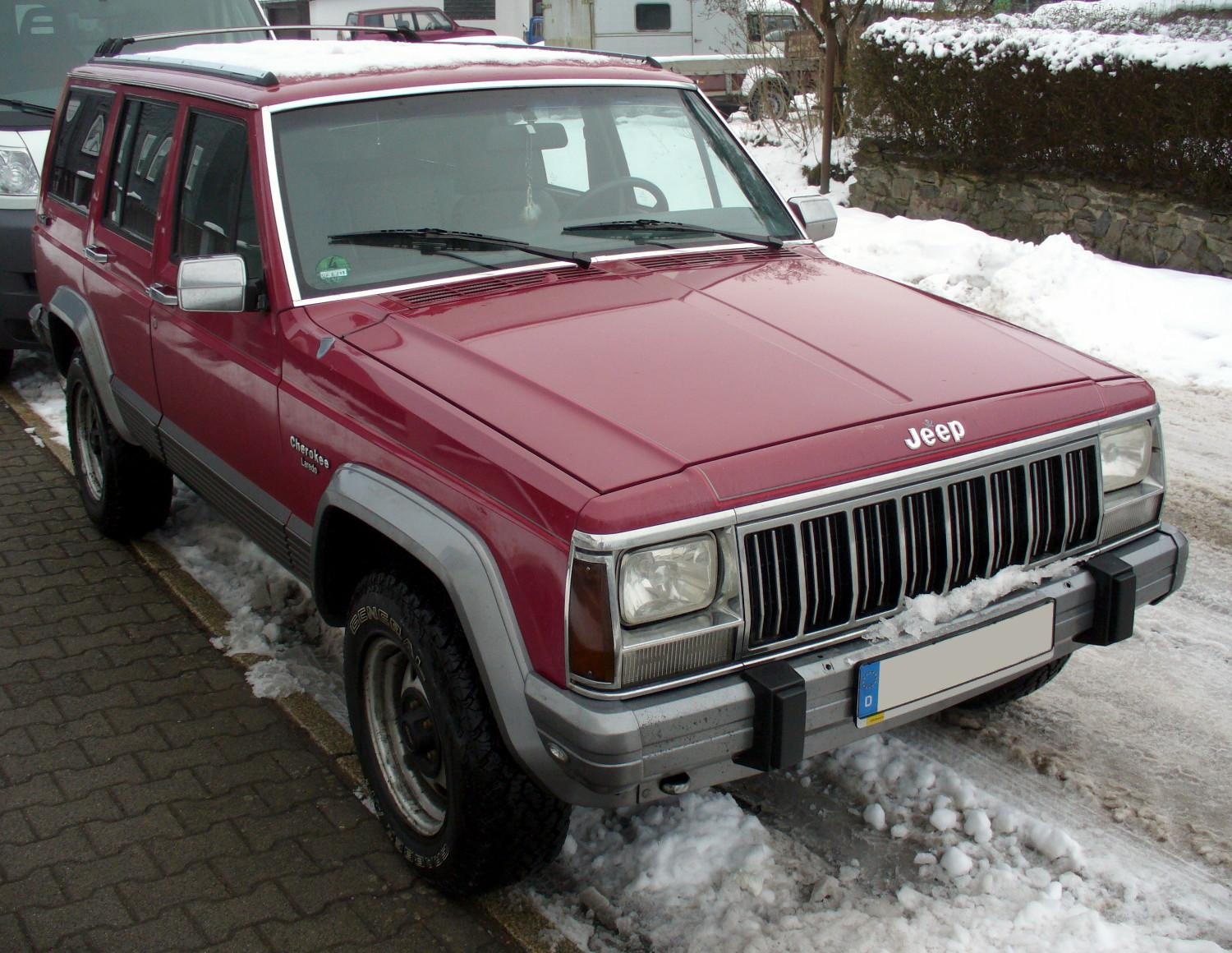
지프 체로키 정측면

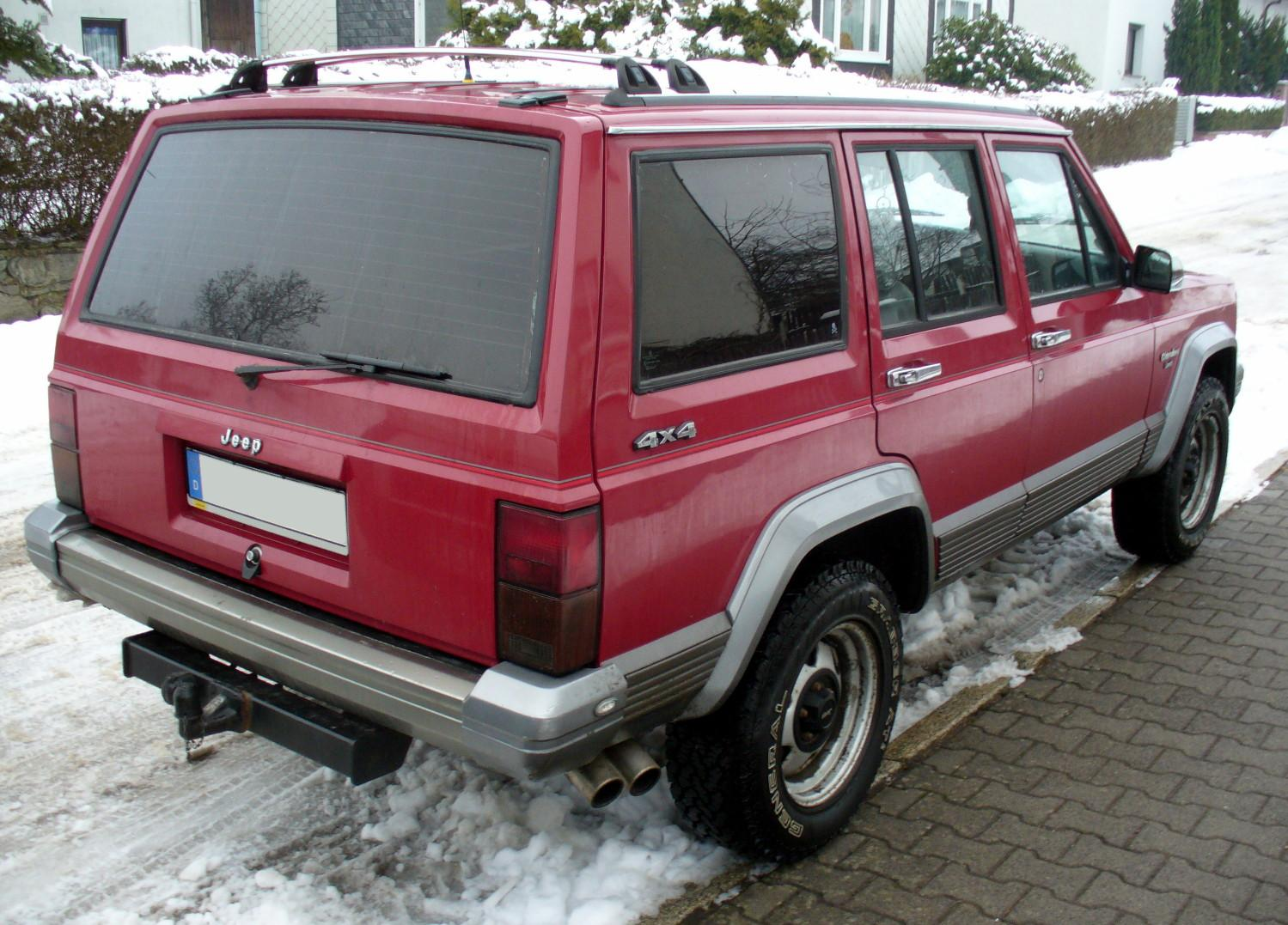
지프 체로키 후측면

AMC의 주도로 2억 5,000만 달러의 개발비가 투입되었다. 1984년에 출시되어 체로키 역사상 가장 오랫동안 팔린 차종로 알려져 있다. 프레임 구조의 차체를 채택하여 오프로드 성능을 극대화시켰으며, 초기에는 직렬 4기통 2.5L OHV(105마력) 카뷰레터 가솔린 엔진과 V형 6기통 2.8L LR2 OHV 가솔린 엔진, 직렬 4기통 2.1L(95마력) 디젤 엔진을 탑재하였으며, 4단 및 5단 수동변속기, 3단 자동변속기 중 하나를 맞물릴 수 있었다. 1985년에는 후륜구동이 추가되었으며, 1987년에는 V6 4.0L OHV(173마력) 가솔린 엔진과 아이신의 4단 자동변속기를 추가되었다. 1991년에 가죽과 비닐 실내 장식, 카세트 플레이어와 6개의 젠슨 AccuSound 스피커, 나무 타입 외관 데칼, 레이스 스포크 휠, AM/FM 라디오와 메이플 우드 그레인, 무선 도어 경보 시스템, 오버 헤드 콘솔, 전좌석 듀얼 에어컨을 추가한 스페셜 트림인 브라이어 우드를 내놓았다. 1994년에 직렬 4기통 2.5L(114마력) 디젤 엔진과 새로운 3단 자동변속기를 추가하였다. 1995년에는 운전석 에어백을 추가하여 안전성을 높였다. 1997년에는 부분 변경이 이루어졌으며, 조수석 에어백도 추가하여 탑승자의 안전성을 높였다. 2001년에는 지프 창립 60주년을 맞이하여 스페셜 에디션을 내놓았는데, 모노톤 페인트, 16인치 알로이 휠, AM/FM 라디오, 키리스 엔트리가 추가되었다. 60주년 기념 트림을 끝으로 미국 시장에서는 단종되었으며, 이외의 국가에서는 후속 차종에도 체로키라는 이름을 부여하여 역사를 이어갔다. 대한민국에는 1992년에 우성산업을 통해 정식 출시됐으며, 2002년까지 판매됐다.

## 3세대(KJ)

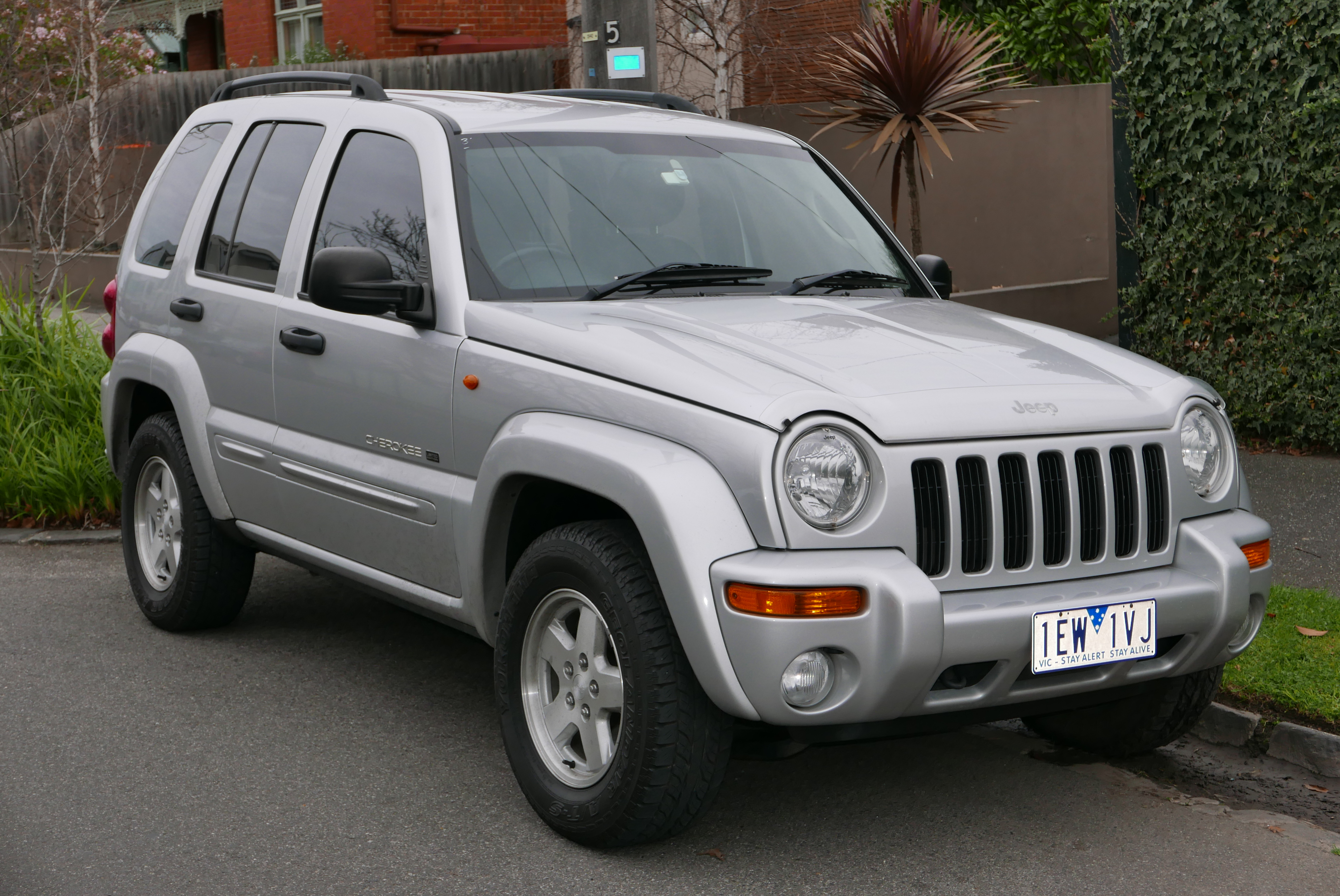
지프 체로키 정측면

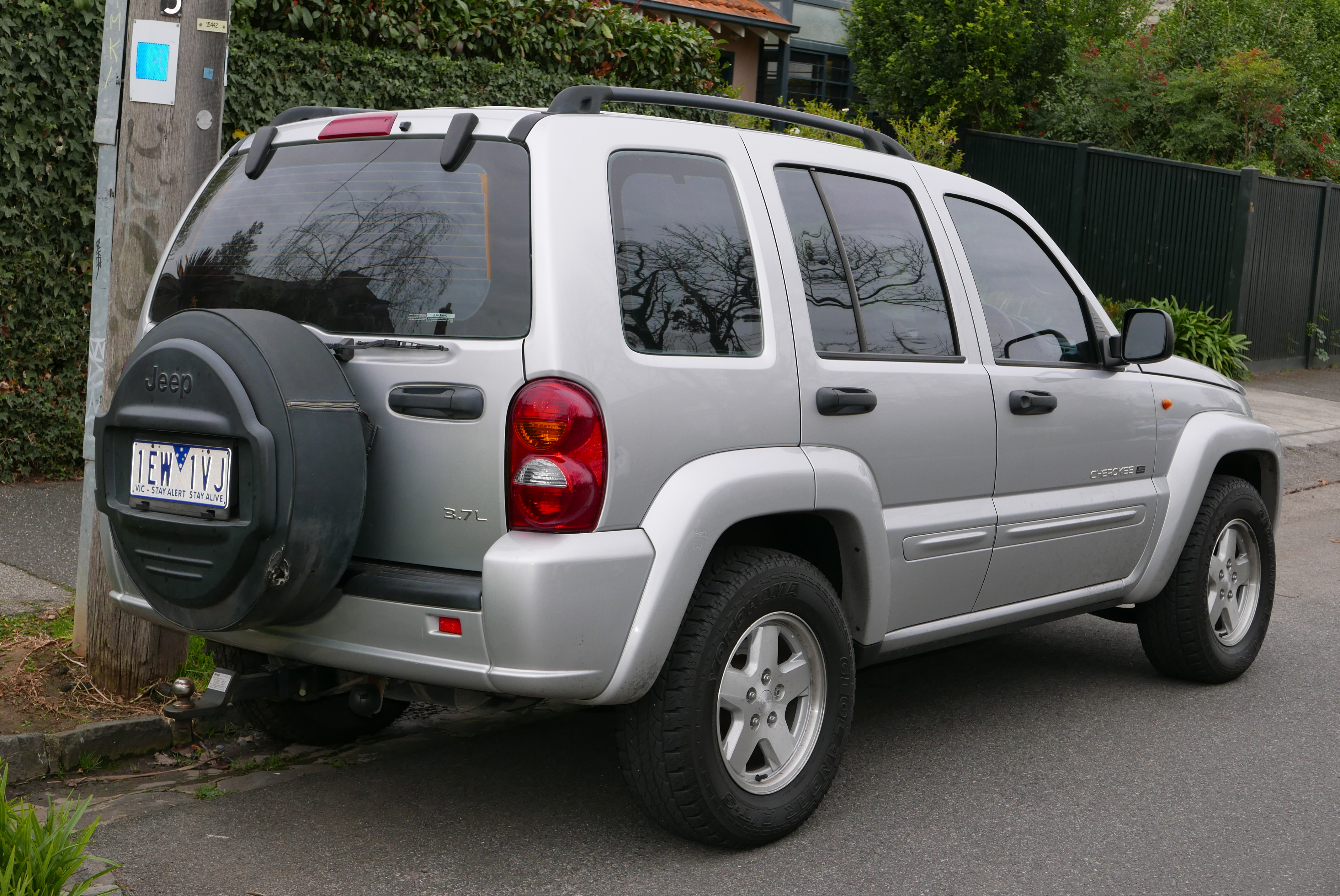
지프 체로키 후측면

미국에서는 리버티라는 새로운 차명으로 2002년에 출시되었으나, 미국 외 국가에서는 여전히 체로키라는 차명으로 판매되었다. 이 때부터 오하이오주 털리도 북부공장에서 생산되었다. MB를 연상시키는 원형 헤드 램프와 7-슬롯 라디에이터 그릴을 적용하여 오늘날 지프 패밀리 룩의 기초를 다졌다. 초기에는 V6 3.7L OHV(210마력) 가솔린 엔진과 직렬 4기통 2.5L(141마력) 디젤 엔진을 탑재하고, 4단 자동변속기를 조합하였다. 2006년에는 직렬 4기통 2.4L(150마력) 가솔린 엔진, 직렬 4기통 2.8L(163마력) 디젤 엔진으로 바뀌었다. 여기에 5단 및 6단 수동변속기도 맞물렸다. 4륜구동은 상시와 파트 타임 형태로 나뉘었다. 2004년에는 부분 변경을 거쳐 범퍼 형상이 약간 변경되었다. 대한민국에는 다임러크라이슬러 코리아를 통해 2002년에 출시되어 2007년까지 판매되었다.

## 4세대(KK)

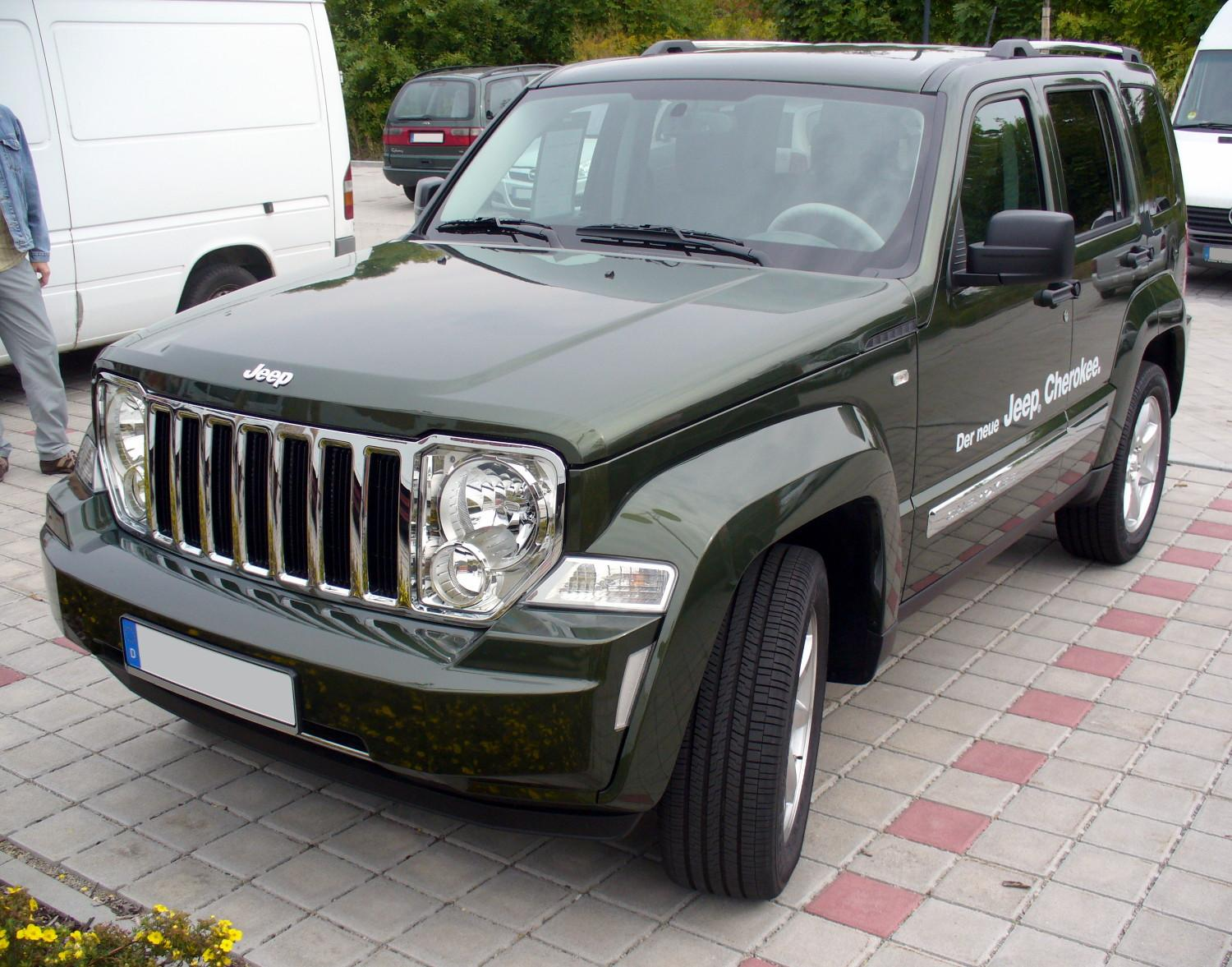
지프 체로키 정측면

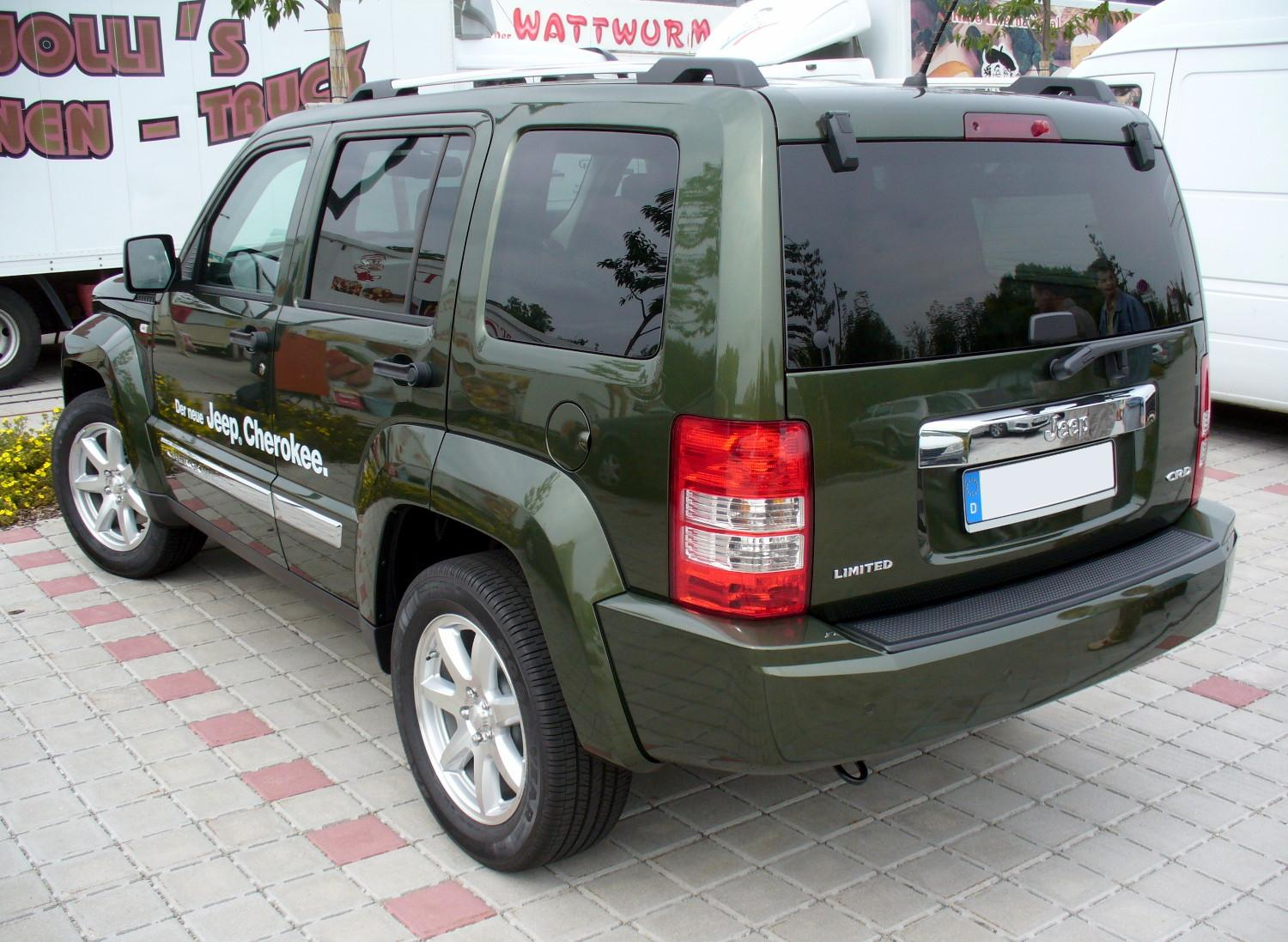
지프 체로키 후측면

2007년에 개최된 뉴욕 국제 오토쇼를 통해 발표하였으며, 2008년에 출시되었다. 닷지 니트로와 플랫폼을 공유하며, 이전 세대에 있던 4기통 엔진은 컴패스의 등장으로 사라졌다. 이전 세대에서도 사용하던 V6 3.7L OHV(210마력) 가솔린 엔진만 적용되었으며, 4단 자동변속기 및 6단 수동변속기를 맞물렸다. 2009년에는 수요가 부진한 6단 수동변속기의 생산을 중단했으며, 2010년에는 에코 드라이브 시스템이 추가되었다. 2012년 8월에 미국 오하이오주 톨레도 공장에서의 생산이 중단될 예정이라고 발표하였으며, 2013년에 단종되면서 리버티라는 차명은 소멸되었다. 대한민국에는 4세대 체로키 대신 형제차인 닷지 니트로가 2007년에 다임러크라이슬러 코리아를 통해 출시되었으나, 판매 부진으로 2009년에 수입이 중단되었다.

## 5세대(KL)

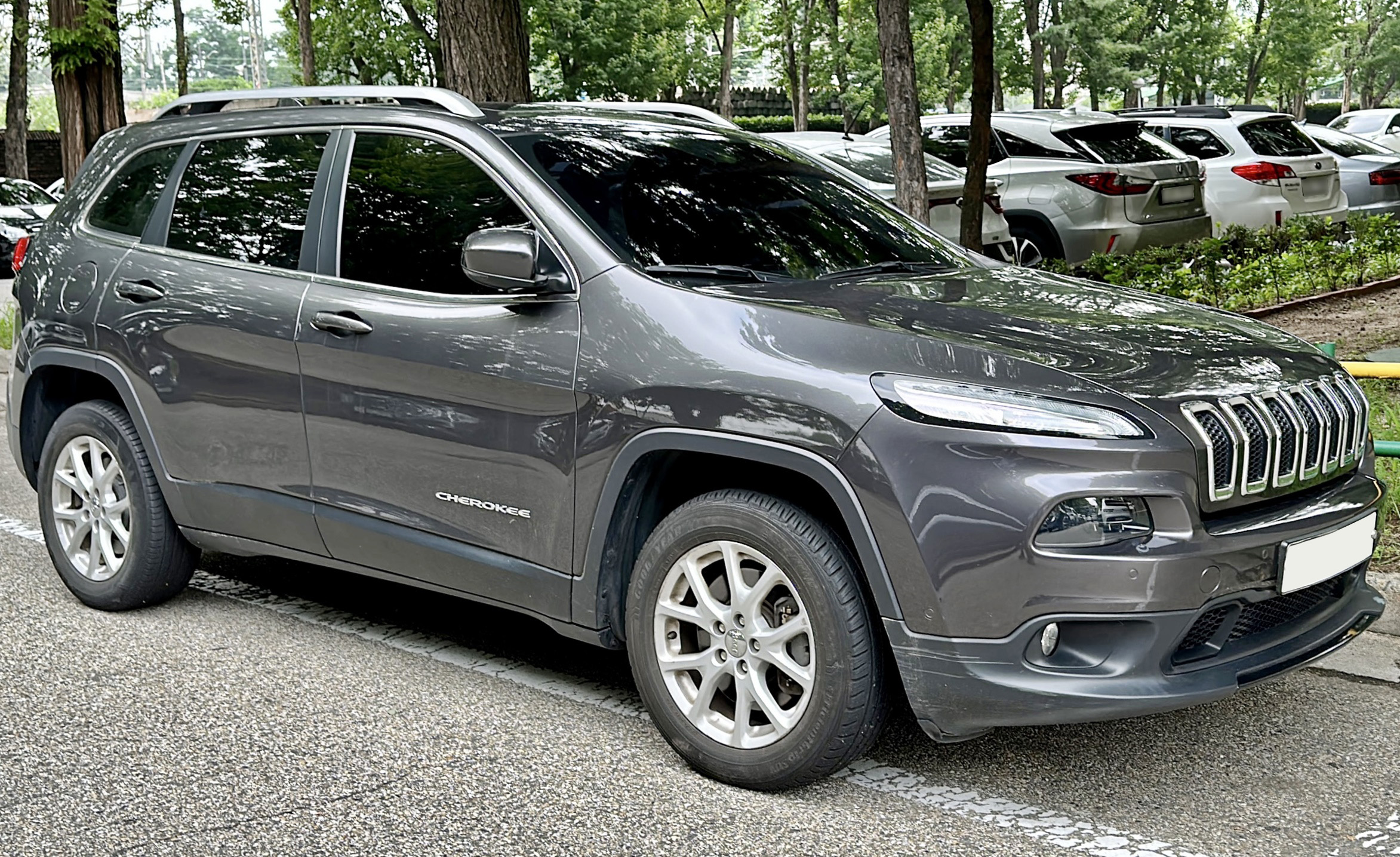
5세대 체로키 초기형 정측면

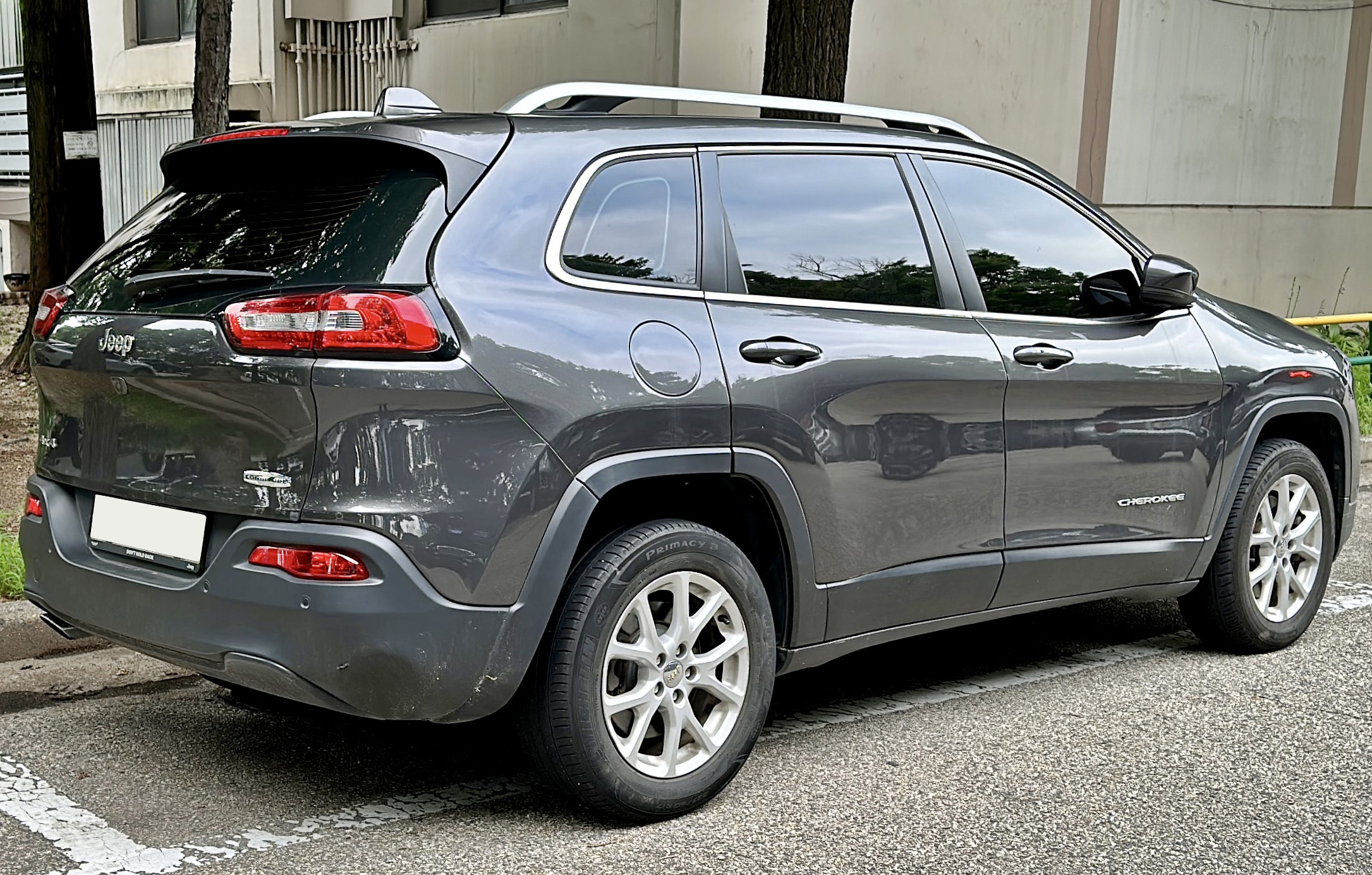
5세대 체로키 초기형 후측면

2013년에 출시되었다. 크라이슬러가 피아트에 넘어간 직후 처음으로 출시하는 지프의 차종이며, 체로키라는 차명이 소멸된 지 11년 만에 다시 부활했다. 피아트의 컴팩트 플랫폼을 사용하였으며, 체로키 역사상 처음으로 전륜구동 기반으로 바뀌었다. 전륜구동과 4륜구동 중 하나를 선택할 수 있다. 날렵하고 매서운 디자인이 특징이며, 7-슬롯 라디에이터 그릴을 채택하여 차세대 지프 디자인의 방향을 제시했다. 직렬 4기통 2.0L 멀티젯 Ⅱ(170마력) 디젤 엔진과 2.2L 멀티젯 Ⅱ(185마력) 디젤 엔진, 타이거샤크 184마력 2.4리터 SOHC 가솔린 엔진과 275마력 펜타스타 V6 3.2리터 DOHC 가솔린 엔진이 적용되었다. 여기에 6단 수동변속기나 ZF의 9단 자동변속기를 맞물린다. 다이나믹 상시 4륜구동 시스템을 적용하여 도로 조건에 따라 주행 타입을 바꿀 수 있으며, 사막과 진흙탕도 주파할 수 있다. 여기에 초음파 센서로 공간을 감지하여 스티어링 휠을 자동으로 조작하는 파크센스 자동 평행 및 직각 주차 시스템을 적용하여 주차 시 편의성을 높였다.
대한민국에는 2014년 9월에 FCA 코리아를 통해 출시되었다. 커먼레일 디젤 엔진은 170마력 2.0리터 사양이 적용되다가 유로6 적용을 앞두고 185마력 2.2리터 사양으로 한 번 변경되었고, 이후 200마력으로 출력을 올렸다가 2021년부터 판매하지 않는다. 271마력 펜타스타 V6 3.2리터 DOHC 가솔린 엔진은 2020년 1월에 대한민국 시장에 들어왔으나, 이후 소리소문없이 판매가 중단되어 대한민국에는 2023년 단종을 앞둔 시점에서 타이거샤크 2.4리터 SOHC 가솔린 엔진만 남았다. 가솔린 엔진의 대한민국 복합연비는 4륜구동 기준으로 2.4리터 SOHC 9.3km/L, V6 3.2리터 DOHC 8.1km/L다.

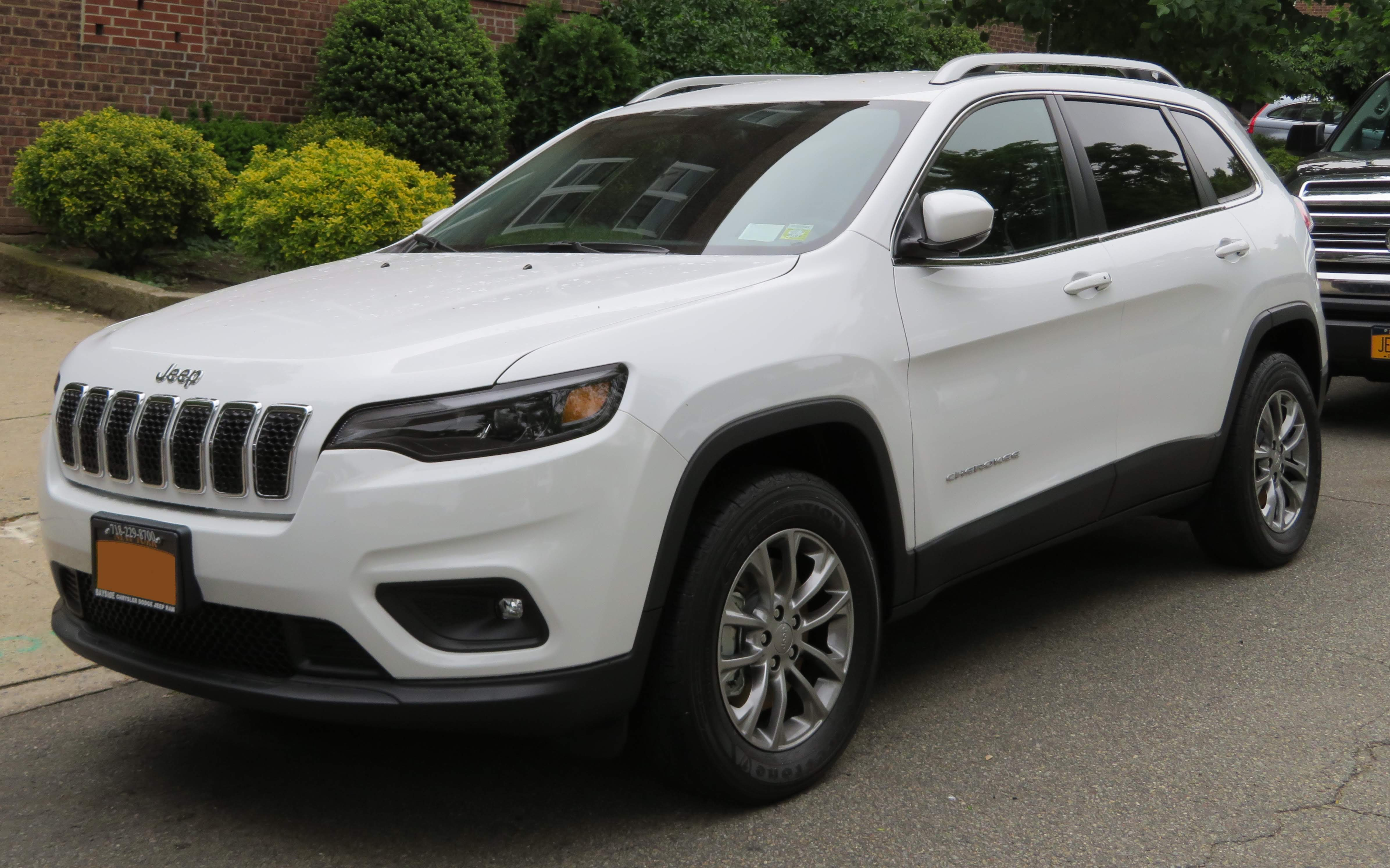
5세대 체로키 후기형 정측면

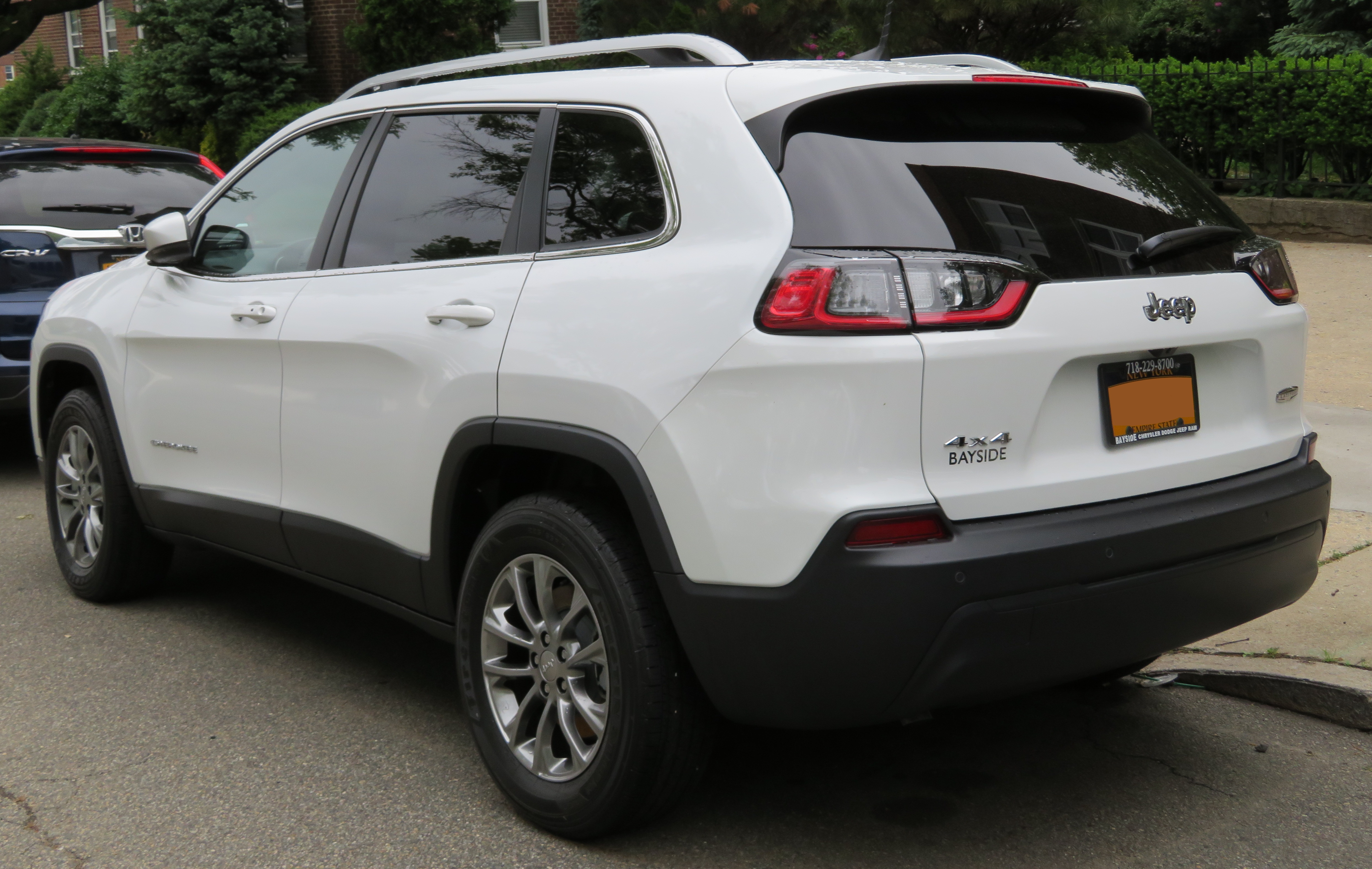
5세대 체로키 후기형 후측면

2018년 1월에 페이스리프트를 단행하면서 앞 라이트 모양을 변경했고, 뒤쪽 번호판은 범퍼에서 해치 도어로 이동했다. 또한 이 무렵 글래디에이터의 양산 준비를 위해 생산라인을 오하이오주 털리도에서 일리노이주 벨비디어로 옮겼다. 이 때 GME-T4 2.0리터 가솔린 싱글터보 엔진이 추가됐으나, 대한민국에는 GME-T4 엔진 사양이 출시되지 않고 기존 타이거샤크 2.4리터 SOHC 엔진만 판매했다.
2023년 4월에 단종됐다.

## 경쟁 차종
- 현대자동차 - 싼타페
- 기아자동차 - 쏘렌토
- 쌍용 - 코란도
- 쉐보레 - 캡티바, 이쿼녹스
- 르노삼성 - QM6
- 지프 - 체로키
- 오펠 - 프론테라
- 르노 - 콜레오스
- 폭스바겐 - 티구안 올스페이스
- 스코다 - 코디악
- 포드 - 엣지
- 닛산 - 로그, X-트레일
- 미쓰비시 - 아웃랜더
- 토요타 - 벤자
- 푸조 - 5008
- 체리 - 티고 8
- 럭스젠 - U7
- 북기은상 - 켄보 600